# Xenia hicksoni
Xenia hicksoni is een zachte koraalsoort uit de familie Xeniidae. De koraalsoort komt uit het geslacht Xenia. Xenia hicksoni werd in 1899 voor het eerst wetenschappelijk beschreven door Ashworth. 